# Francesc Planas i Virolesch
Francesc Planas i Virolesch (Girona, 6 d'agost de 1874 - Terrassa, 27 de gener de 1947) va ser un músic, instrumentista de la tenora i compositor de sardanes de Cassà de la Selva. Membre fundador de les cobles Unió Cassanenca i La Principal de Terrassa.